# Vinnufossen
Vinnufossen er et vandfald i elven Vinnu i Sunndalen i Sunndal kommune Møre og Romsdal fylke i Norge. Elven får vand fra isbræen Vinnufonna på Vinnufjellet og kaster sig ud fra klippekanten rundt 1000 moh. og i flere fald ned mod dalbunden, som er omkring 100 moh. Elven løber vider ud  i Driva ca. 7 km fra udløbet ved  Sunndalsøra.
Vinnu har relativt lille vandføring og er i stednavneregisteret kategoriseret som en bæk. Vandføringen varierer en del  med afsmeltning fra bræen og nedbørsmængden.
Det antages at den samlede faldhøjde er omkring 860 m (tallet er usikkert). I så fald er den Norges højeste vandfald og nummer seks på verdensbasis. Højeste enkeltfald er cirka 150 m,  tallet er usikkert, da fossen ikke  er officielt opmålt.
Vinnufossen ligger på nordsiden af Rigsvej 70 ca. 6 km øst for Sunndalsøra, mellem Holssanden og Sunndalsøra flyveplads, Vinnu.